# El hombre de la montaña
El hombre de la montaña (título original: The Guardian of the Wilderness) es una película de 1976 dirigida por David O'Malley y protagonizada por Denver Pyle. Está basada en la historia real de Galen Clark, el creador del parque nacional Yosemite.

## Argumento
Galen Clark es un buscador de oro en California. En 1861, a los 39 años, después de un accidente en una mina, le diagnostican, que tiene tuberculosis terminal y que vivirá poco tiempo, si continua como buscador de oro. Decepcionado que no consiguió hacer algo significante en su vida, Clark decide ir a las montañas para morir allí, ya que aun así él morirá con el tiempo a causa de la enfermedad.
Allí tiene numerosas aventuras peligrosas, en las que tiene que enfrentarse también al hecho de que algún día morirá. Sin embargo, después de un encuentro con un conocido explorador llamado John Muir, Clark recobra sus ganas de vivir. Más tarde se encuentra con un indio, que se convierte en su amigo y que le ayuda a curar su enfermedad con un medio natural que conocen los indios. Después de ello él mira el lugar, que le ha dado nueva vida. Descubre que está llena de vida animal y de plantas. También descubre allí una catarata altísima como jamás ha visto. Finalmente Clark descubre como primero un lugar lleno de gigantescos árboles secuoyas de miles de años de edad como no las hay en otro sitio.
Cuando comparte su descubrimiento con John Muir, él le advierte que están en peligro de ser talados por taladores de árboles que aspiran a talar los árboles del lugar. Decidido a evitarlo, empieza una larga y decidida lucha contra las intenciones de los taladores. Le apoya su familia, a quienes muestra los árboles, y John Muir. Esa lucha le lleva a Sacramento y luego a Washington, donde consigue el apoyo del presidente Abraham Lincoln, el cual declara la zona como lugar protegido y público para todos. 
Así se crea en 1864 el primer parque nacional de América, de los cuales más vendrían por el país en el futuro para proteger la vida silvestre. Clark lo llamó Yosemite para honrar así al oso que se convirtió en amigo y protector en ese lugar durante estas aventuras. Vivió una larga vida allí como su guardián con su familia, que decide vivir con él allí, y murió a los 96 años estando en paz consigo mismo al haber conseguido finalmente lo que quería, la salvación del lugar y el haber conseguido algo significante en su vida.

## Reparto
- Denver Pyle - Galen Clark
- John Dehner - John Muir
- Ken Berry - Zachary Moore
- Cheryl Miller	- Kathleen Clark
- Ford Rainey - Abraham Lincoln
- Cliff Osmond - McCollough
- Jack Kruschen - Madden